# Oscar Osthoff
Oscar Paul Osthoff (Milwaukee, Wisconsin, 23 de març de 1883 - Indianapolis, Indiana, 9 de desembre de 1950) fou un aixecador de pes estatunidenc que va prendre part en els Jocs Olímpics de 1904, a Saint Louis, en què guanyà dues medalles.
En la prova del concurs complet guanyà la medalla d'or en imposar-se als altres dos participants, mentre que en l'aixecament a dues mans guanyà la medalla de plata, en acabar segon per darrere del grec Periklís Kakusis.
Durant la seva vida esportiva també practicà la natació, atletisme, futbol americà i gimnàstica.